# Kayla Maisonet

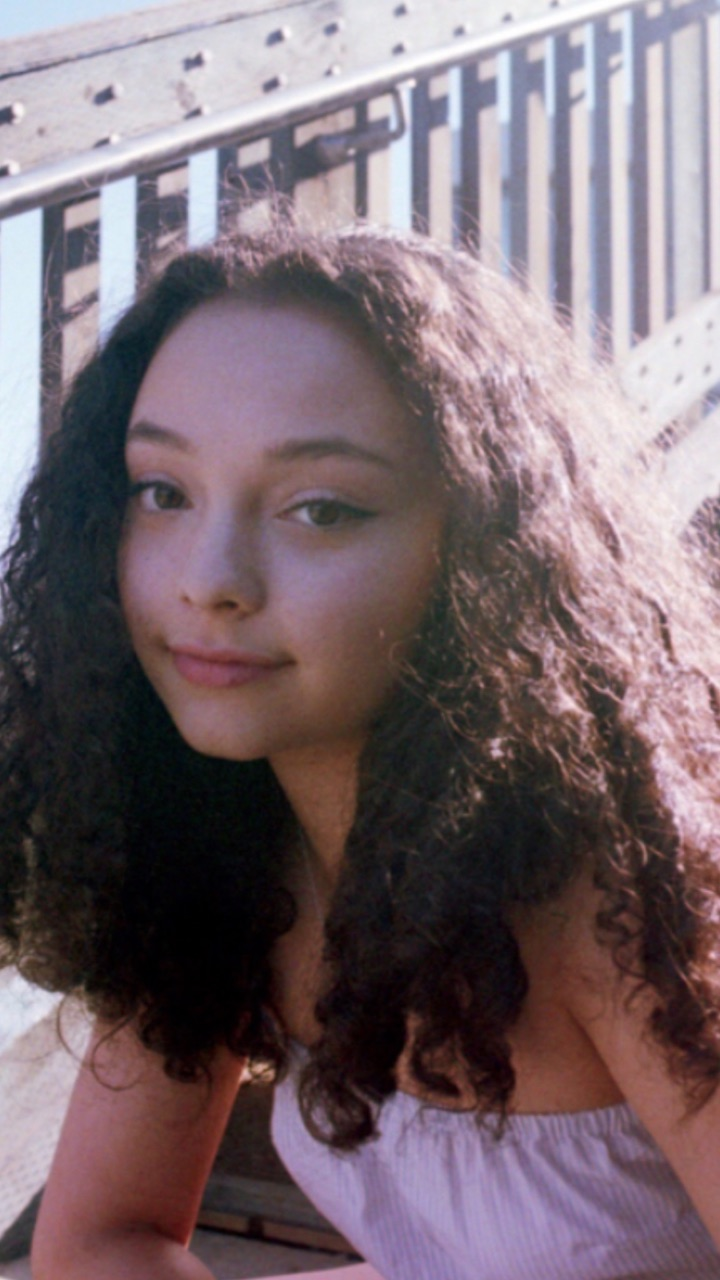
Kayla Maisonet (2017)

Kayla Maisonet (* 20. Juni 1999 in New York City, New York) ist eine US-amerikanische Schauspielerin, die zu Beginn ihrer Karriere auch als Model in Print- oder Fernsehwerbungen eingesetzt wurde. Sie erlangte unter anderem durch ihre Rolle der Lindsay, die sie von 2012 bis 2015 in insgesamt 20 Episoden der Disney-Channel-Serie Hund mit Blog innehatte, internationale Bekanntheit.

## Leben und Karriere
Kayla Maisonet wurde am 20. Juni 1999 in der Weltstadt New York City geboren, wo sie auch an der Seite ihres Bruders aufwuchs. Nachdem sie als Fünfjährige mit einer Tanzausbildung begonnen hatte, wurde sie bald darauf entdeckt und für landesweit ausgestrahlte Werbespots, darunter für einen National Verizon Holiday Commercial, gebucht. Nach zwei Rollen bei Off-Broadway-Stücken übernahm sie 2011 die Hauptrolle der Bella im rund 20-minütigen Kurzfilm A New York Fairy Tale, in dem unter anderem auch Emily Robinson als eine der bekanntesten Schauspielerinnen des Films mitwirkte. Neben einem Einsatz im Familienfilm Shmagreggie Saves the World kam Maisonet in diesem Jahr auch in den erweiterten Cast der Disney-Channel-Serie Hund mit Blog, in der man sie zwischen 2012 und 2015 in insgesamt 20 verschiedenen Episoden in der Rolle der Lindsay, der besten Freundin von Avery Jennings (gespielt von G. Hannelius), sah. Parallel zu Hund mit Blog, in deren deutschsprachiger Synchronfassung ihr Jennifer Weiß die deutsche Stimme lieh, wurde Maisonet im Jahre 2013 in die Nickelodeon-Jugend-Sitcom Voll Vergeistert geholt. Hier trat sie als Schülerin und Gymnastikerin Lilly in den ersten drei Episoden der ersten Staffel in Erscheinung, ehe ihre Rolle wieder aus der Serie gestrichen wurde.
Im gleichen Jahr wurde die junge Nachwuchsschauspielerin für das Cover der Juni-Ausgabe der ACT-Like-A-Child-Magazins abgelichtet und wurde im Jahre 2015 auch in einer Episode der nur kurzlebigen Fox-Sitcom Mulaney, die nach nur einer Staffel mit 13 Episoden wieder eingestellt wurde, eingesetzt. Für ihre Rolle in Hund mit Blog wurde sie bei den Young Artist Awards 2013 für einen Young Artist Award in der Kategorie „Beste wiederkehrende Schauspielerin in einer Fernsehserie“ nominiert, konnte sich in dieser Kategorie allerdings nicht gegen Addison Holley (Mein Babysitter ist ein Vampir) und Kiernan Shipka (Mad Men) durchsetzen. Im Folgejahr gewann sie schließlich einen Young Artist Award in der Kategorie „Beste wiederkehrende Schauspielerin in einer Fernsehserie – zwischen 11 und 16 Jahren“. Seit 2016 ist sie in der Hauptrolle der Georgie Diaz in der neuen Disney-Channel-Serie Mittendrin und kein Entkommen, an der Seite einer noch weitgehend unbekannten jungen Schauspieltruppe, zu sehen.

## Filmografie
Filmauftritte (auch Kurzauftritte)
- 2011: A New York Fairy Tale (Kurzfilm)
- 2012: Shmagreggie Saves the World

Serienauftritte (auch Gast- und Kurzauftritte)
- 2012–2015: Hund mit Blog (Dog With a Blog, 20 Episoden)
- 2013: Voll Vergeistert (Haunted Hathaways, 3 Episoden)
- 2015: Mulaney (1 Episode)
- 2016–2018: Mittendrin und kein Entkommen (Stuck in the Middle)

## Auszeichnungen und Nominierungen
Auszeichnungen
- 2014: Young Artist Award in der Kategorie „Beste wiederkehrende Schauspielerin in einer Fernsehserie – zwischen 11 und 16 Jahren“ für ihr Engagement in Hund mit Blog[4]

Nominierungen
- 2013: Young Artist Award in der Kategorie „Beste wiederkehrende Schauspielerin in einer Fernsehserie“ für ihr Engagement in Hund mit Blog[3]